# Pinaxia versicolor
Pinaxia versicolor is een slakkensoort uit de familie van de Muricidae. De wetenschappelijke naam van de soort is voor het eerst geldig gepubliceerd in 1839 door Gray.